# 第21钢琴协奏曲 (莫扎特)
C大调第二十一号钢琴协奏曲，作品號K. 467，是莫扎特的钢琴协奏曲作品，完成于1785年3月9日，同年在维也纳的克鲁克剧场首演，莫扎特亲自担任钢琴主奏。莫扎特写这首曲子的四周前，刚刚完成《第20号钢琴协奏曲》。

## 解析
全曲共分三个乐章：
1. Allegro maestoso （庄严的快板）:
进行曲式的主题在开始不久就由弦乐庄严地展现出来。随后由钢琴在长串颤音之后轻快再次奏出。提琴，定音鼓，黑管，大管等和谐紧密地围绕在钢琴四周，烘托和推动着乐章前行。本章钢琴多装饰音及其他繁复技巧，如同一只蜂鸟，间歇停落在主题之上。鋼琴帶出C大調的新素材，接著過度到其屬音的調子，也就是G大調。在接近尾聲的段落，冷不防地轉到g小調，這曲調使人聯想起第40號交響曲開頭的主旋律。
2. Andante in F major （F大调行板）:
莫扎特著名的行板，经常被单独演奏。钢琴部分温柔的三连音如梦似幻，弱音小提琴，温婉的木管，以及低吟的大提琴，将温柔的氛围一只延续到乐章结束，尽显浪漫派的音乐语法。
3. Allegro vivace assai （活泼的快板）:
起始小提琴部分的旋律上上下下，大提琴在一侧轻声打着三拍子。随后钢琴挑起辅助旋律，越来越活泼，积极与弦乐对话。乐曲结束在明亮的三个强音中。

## 被引
1967年瑞典电影《Elvira Madigan》获得成功，其电影配乐引用了莫扎特《第二十一号钢琴协奏曲》的第二乐章行板。通过电影媒体的传播，莫扎特这首曲子更为广泛地被人所知，以至很多人将第二乐章称为“Elvira Madigan 主题曲”。

## 外部連結
- 《第21钢琴协奏曲 (莫扎特)》：谱子和报道（德语），《莫扎特全集》
- 第21钢琴协奏曲 (莫扎特)：国际乐谱典藏计划上的乐谱